# 狐貉狸さん (宝塚歌劇)
舞踊劇『狐貉狸さん』（こっくりさん）は宝塚歌劇団花組の作品。12場。併演は『世界は一日』。1964年9月2日 - 9月29日に宝塚大劇場で公演があった。

## スタッフ
- 作・演出：植田紳爾
- 音楽：寺田瀧雄、高井良純
- 音楽指導：野村陽児
- 振付：藤間勘寿朗、内田喜隆
- 装置：渡辺正男
- 衣装：小西松茂、中川菊枝
- 照明：今井直次
- 小道具：上田特市
- 効果：東信行
- 録音：松永浩志
- 演出助手：阿古健
- 振付助手：鈴木武

## 主な出演
- 花散丘：美吉佐久子
- 安倍保名：桃山千歳
- 曇る源氏：星空ひかる
- 葛の葉：白雪式娘
- おぼん：水穂葉子
- むじや：近衛真理
- ぽんち：美吉野一也
- 乳母雲井：平美千代
- 弥生の君：美和久百合
- 朝顔：北原真紀
- 鼻の少将：甲にしき